# Cosetacus
Cosetacus  (лат.) — род микроскопических четырёхногих клещей из семейства Eriophyidae (Trombidiformes). Длина около 0,2 мм. Червеобразное тело с 4 ногами. Дорсальный диск полукруглый без передней доли. Щетинки на передних голенях отсутствуют.
- Cosetacus camelliae (Keifer, 1945) — Австралия, Новая Зеландия, США; на растениях Camellia japonica (Theaceae)[3]
  - =Aceria camelliae Keifer, 1945
- Cosetacus citrifolis Das & Chakrabarti, 1985 — Индия; на растениях Morinda citrifolia[2]
- Cosetacus eupatori Chakrabarti & Pandit, 1997 — Индия (Darjeeling, Sebak, West-Bengal; на растениях Eupatorium odoratum[2]